# Ransom megye
Ransom megye az Amerikai Egyesült Államokban, azon belül Észak-Dakota államban található. Megyeszékhelye és legnagyobb városa Lisbon. Lakosainak száma 5703 fő (2020. április 1.). Ransom megye Cass, Richland, Sargent, Dickey, LaMoure és Barnes megyékkel határos.

## Népesség
A megye népességének változása:
| Lakosok száma | 5431 | 5424 | 5470 | 5516 | 5448 | 5703 |
|               | 2010 | 2011 | 2012 | 2013 | 2015 | 2020 |